# Здобуття міста Почеп
Здобуття міста Почеп здійснювався 1564 року військами Філона Кміти супроти Московського царства. Бій став частиною Другого періоду Лівонської війни, що розпочався 1562 року.

## Історія бою
Після кількох місяцях перерви після битви на Улі, війна спалахнула заново, з обох боків почато нищення прикордонної землі. Філон Кміта, загін якого безперервно збільшувався, досягнувши власним утриманням 1200 вершників, взявши від  Станіслава Лесновольського польську хоругву в складі 400 людей під управлінням сміливого ротмістра Мартина Добросоловського, вторгся у  Сіверщину, здобув і зруйнував місто  Почеп, розлого спустошив краснопільське довкілля, пограбував азійських купців, які їхали до Москви, перейняв царських послів до Криму і зі значною здобиччю повернувся до Остра.